# Hyboella tumida
Hyboella tumida är en insektsart som först beskrevs av Hancock, J.L. 1913.  Hyboella tumida ingår i släktet Hyboella och familjen torngräshoppor. Inga underarter finns listade i Catalogue of Life.